# حسن‌آباد (لارستان)
حسن‌آباد، روستایی در دهستان ده فیش بخش بنارویه شهرستان لارستان در استان فارس ایران است.

## جمعیت
بر پایه سرشماری عمومی نفوس و مسکن در سال ۱۳۹۵، جمعیت این روستا برابر با ۶۴ نفر (۱۸ خانوار) بوده است.